# Alpen Adria Energie
Alpen Adria Energie ist ein unabhängiger Ökostromerzeuger aus Kötschach-Mauthen in Kärnten mit über 11000 Kunden (August 2011).

## Geschichte
Vorläufer des Unternehmens erzeugen seit 1885 Ökostrom. 1998 wurde der Familienbetrieb in eine GmbH umgewandelt.

## Stromerzeugung
Stromquellen sind vor allem Kleinwasserkraft, Biomasse, Wind und Sonne. Das Unternehmen arbeitet mit zahlreichen Kleinkraftwerksbetreibern im In- und Ausland zusammen.

### Wasserkraft
Drei Stauseen unterhalb des Plöckenpasses (Grünsee, Valentinsee und Cellonsee) dienen als Wasserspeicher. Sie speisen die unterhalb gelegenen Kraftwerke. Beim Valentinsee zeigt das Schaukraftwerk Hydrosolar, eine Verbindung von erneuerbaren Energien, die Möglichkeiten ökologischer Stromerzeugung: Wind, Wasser, Biomasse und Sonne. Für dieses Projekt erhielt die Alpen Adria Energie den Eurosolarpreis.

### Biogas
Im September 2005 ging eine Biogasanlage offiziell in Betrieb. Das Biogas gelangt in einer Leitung zur Biomassezentrale, wo Wärme und Strom erzeugt wird.

### Windenergie
Am Plöckenpass, unmittelbar vor der Grenze zu Italien, steht eine Windturbine, zwei weitere sind geplant. Kürzlich ging sie eine Partnerschaft mit dem Windkraftbetreiber Oekoenergie Wolkersdorf ein.

### Photovoltaik
Am Dach der Unternehmenszentrale, im ehemaligen Hotel Post, befindet sich eine Photovoltaikanlage ebenso eine 20-kWp-Anlage am Rathaus Kötschach/Mauthen. Weiteren Sonnenstrom liefern etwa 600 PV-Anlagen (August 2011) von Naturstrom-Kunden.

## Besitzverhältnisse
Die AAE gehört zu 75 Prozent beteiligt der AAE Wasserkraft GmbH sowie zu 25 Prozent der Ökoenergie Beteiligungs-GmbH.

## Auszeichnungen
- Eurosolarpreis